# تپه چغاگل
تپه چغاگل مربوط به دوره ساسانیان - دوره ایلخانی است و در شهرستان اسلام‌آباد غرب، بخش مرکزی، دهستان حومه جنوبی، روستای چغاگل واقع شده و این اثر در تاریخ ۱۴ اسفند ۱۳۸۵ با شمارهٔ ثبت ۱۷۸۲۵ به‌عنوان یکی از آثار ملی ایران به ثبت رسیده است.